# Списак зоолошких вртова у Бангладешу
Ово је списак зоолошких вртова у Бангладешу.
Зоолошки вртови су углавном суви објекти у којима су животиње затворене унутар кавеза и приказане су јавности, а у којима могу и да се узгајају. У такве објекте спадају: зоо вртови, сафари паркови, животињски тематски паркови, волијери, лептирови вртови и рептил центри, као и резервати за дивље животиње и природни резервати где су дозвољене посете.
Бангладеш је мала земља и има неколико државних зоолошких вртова. Међутим многе области у земљи, посебно многа острва у заливу Бенгал, уређени су као природни зоолошки вртови.

## Зоолошки вртови у Бангладешу
- Зоолошки врт Читагонг
- Зоолошки врт Комиља
- Зоолошки врт Дака
- Дулахазра Сафари Парк
- Газипур Борендра парк
- Зоолошки врт Кхулна
- Ниџхум Дип парк
- Зоолошки врт Раџшахи
- Зоолошки врт Рангпур
- Бангабандху Шејх Мујџб Сафари Парк, Газипур